# 黒田直侯
黒田 直侯（くろだ なおよし）は、上総久留里藩の第6代藩主。久留里藩黒田家7代。
寛政5年（1793年）11月26日、出羽庄内藩の第7代藩主・酒井忠徳の妾腹の三男として江戸で生まれる。
文化9年（1812年）5月に久留里藩の第5代藩主・黒田直方の養子となり、
9月13日に直方の隠居にともない家督を継いだ。
12月には従五位下、豊前守に叙位・任官する。
文化11年（1814年）2月、大坂加番に任じられる。
文化12年（1815年）11月に奏者番に任じられ、文化13年（1816年）5月まで在任した。
文政6年（1823年）10月21日、養子の直静に家督を譲って隠居する。
文政9年（1826年）9月、伊勢守に遷任する。
嘉永3年（1850年）3月19日に死去した。享年58。

## 系譜
父母
- 酒井忠徳（実父）
- 黒田直方（養父）

正室
- 参子、瑞光院 ー 松浦清の娘

子女
- 黒田直和（長男）
- 徳永直挙
- 松平輝承正室・松子

養子
- 黒田直静 ー 黒田直方の次男